# Chiesa di Santa Maria delle Grazie (Marino)
La chiesa di Santa Maria delle Grazie (anticamente denominata del Gonfalone) è un luogo di culto cattolico della città di Marino, in città metropolitana di Roma Capitale e sede suburbicaria di Albano. La chiesa è annessa alla struttura dell'ex convento dei Padri agostiniani.

## Storia
La chiesa venne probabilmente edificata per volere della Confraternita del Gonfalone di Marino tra Trecento e Quattrocento come propria sede: il 13 aprile 1580 la Confraternita cedette la chiesa e i terreni attigui ai padri Agostiniani, che edificarono il proprio convento accanto alla chiesa. La facciata venne rimaneggiata nel 1634, con il contributo dell'architetto Vincenzo della Greca, mentre il convento annesso invece subì evidenti restauri nel Settecento.
Nel 1807, con l'occupazione napoleonica dello Stato della Chiesa e l'annessione del Lazio alla Francia, vennero espropriati i beni ecclesiastici e il convento degli Agostiniani fu chiuso e dato in alloggio a privati. Nel 1815, con la caduta di Napoleone Bonaparte e il ritorno di papa Pio VII a Roma, i religiosi rientrarono in possesso di larga parte dei loro beni e del convento con l'annessa chiesa: gli Agostiniani rimasero a Marino fino al 1954. Fra i religiosi agostiniani ospitati nel convento che lo scrittore Gaetano Moroni menziona ci sono padre Gregorio Boezio, il marinese padre Agostino Bonacci e il romano padre Agostino Ussardi.
Nel 1954 la chiesa venne costituita parrocchia. Lavori di restauro alla facciata e all'interno furono effettuati nel 1964 e nel corso degli anni novanta, con il recupero del quartiere Borgo Garibaldi.

## Descrizione
La chiesa ospita un dipinto raffigurante San Rocco, attribuito al Domenichino o a Mattia Farnese (1631 - post 1681) e in precedenza conservato nella cappella di San Rocco situata lungo la via Maremmana verso Grottaferrata; una copia di questo quadro è conservata presso la Basilica di San Barnaba. Tra le altre opere d'arte conservate nella chiesa ci sono un affresco con la Vergine delle Grazie attribuito a Benozzo Gozzoli.